# Museu de Arte Sacra de Mariana
O Museu de Arte Sacra de Mariana (Museu Arquidiocesano de Arte Sacra) está localizado na cidade de Mariana, em Minas Gerais. Foi fundado no dia 22 de setembro de 1962, pelo Arcebispo Dom Oscar de Oliveira, na Casa Capitular, um dos mais belos edifícios rococós do Brasil do final do século XVIII e início do século XIX, cuja construção ficou sob a responsabilidade de José Pereira Arouca, mas por iniciativa dos Cônegos da Sé. O acervo existente na instituição foi trazido de paróquias, igrejas, capelas, seminários, do Palácio Episcopal, da Arquidiocese de Mariana, e outros adquiridos através de doações e legados.

## História
A Casa Capitular foi construída com a função de servir como sede para as reuniões do Cabido ou Colégio dos Cônegos. Em 1765 os Cônegos solicitaram autorização e subsídios para a construção do Cabido. A autorização foi dada, porém os subsídios foram negados. Em 1771, durante a construção do edifício, José Pereira Arouca interrompeu as obras que estavam adiantas. Os cônegos moveram uma ação contra o construtor, porém acabaram perdendo o processo em 1800, após cinco anos da morte de Arouca. A construção só foi terminada no final do século XVIII e início do século XIX. Em 1926, por doação dos Cônegos, o prédio tornou-se propriedade da Mitra Arquidiocesana e em 22 de setembro de 1962 houve inauguração da sede do Museu.

## Acervo
O acervo do museu é composto por cerca de 2.000 peças, separadas por categorias:
- Objetos de Culto religioso (prata, prata dourada, ouro);
- Escultura religiosa;
- Pintura Religiosa;
- Peças de Indumentária – Paramentos.

## Doações

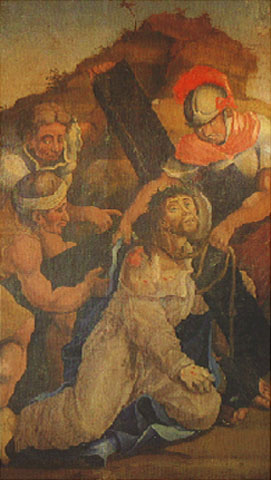
Manuel da Costa Ataíde - Cristo a Caminho do Calvário

O Museu recebeu algumas doações importantes, peças de valores inestimáveis e de valores históricos e artísticos, tais como:
- Banqueta Pontifical em prata portuguesa, uma doação do Rei Dom João V.
- Esculturas Religiosas de Mestre Aleijadinho, Francisco Xavier de Brito e outros grandes artistas.
- Pinturas Religiosas, dando destaque para as obras de Manoel da Costa Athayde, João Nepomuceno Corrêa e Castro, Manoel Ribeiro Rosa e outros.
- Indumentárias e Vestes Religiosas, dando destaque para uma Túnica de Nossa Senhora das Dores, bordadas a fios de ouro, uma doação de D. Pedro II.
- Mobiliários Religiosos, como as cômodas de sacristia, credências, confessionários entre outros.
- Objetos de Cerimônias Religiosas, como pias batismais em pedra-sabão e madeira e tronos episcopais.